# Епископија полошко-кумановска
Епископија полошко-кумановска је епархија Православне охридске архиепископије под јурисдикцијом Српске православне цркве. Надлежни архијереј је епископ Јоаким (Јовчевски), а сједиште епископије се налази у Куманову.

## Историја
Све до 2002. године, ово подручје се у оквиру епархијског устројства СПЦ сматрало делом упражњене Скопске епархије, чијим је администраторима још од избијања црквеног раскола (1967) било забрањивано (од стране држвних власти тадашње СР Македоније, односно БЈРМ) да обављају своју службу на том простору, на коме је тадашња расколничка Македонска православна црква у међувремену основала своју Полошко-кумановску епископију.
Након склапања Нишког споразума, СПЦ је током 2002. године донела низ одлука које су се односиле на преуређење јерархијских односа у циљу организовања аутономне Охридске архиепископије, у чијем саставу би се налазила и новостворена канонска Полошко-кумановска епископија. Одлуком Светог архијерејског сабора СПЦ од 23. септембра 2002. године, тадашњи велешко-повардарски владика Јован (Вранишкоски) постављен је за патријаршијког егзарха над свим епархијама СПЦ на подручју тадашње БЈРМ, укључујући и Полошко-кумановску епископију.
Одлуком Светог архијерејског сабора СПЦ, за новог администратора Полошко-кумановске епархије је 2003. године постављен новоизабрани титуларни велички епископ Јоаким (Јовчевски). Недуго потом, одлуком Светог архијерејског синода Православне охридске архиепископије од 16. августа 2004. године, исти владика је изабран и за пуноправног епископа полошко-кумановског..
Стварање канонске Полошко-кумановске епископије потврђено је 24. маја 2005. године када је Свети архијерејски сабор СПЦ усвојио Томос о црквеној аутономији Православне охридске архиепископије, у коме је у склопу аутономне ПОА била назначена и ова епископија.
У периоду од 2002. до 2022. године, Епископија полошко-кумановска је била једина канонска наследница древне православне епархије у области Полога са средиштем у Тетову, која је временом постала састави део Скопске епархије. Након 1920. године, када је ово подручје и званично прикључено Српској православној цркви, области Полога и Куманова су и даље остављене у саставу простране Скопске епархије.
У другој половини XVI века за хришћане овог округа (Доњи Полог - Тетово) постојао је посебан владика и звао се полошки. Некадашњи владика полошки, места Хтетова (Тетова), је дао два товара вина, пола товара пшенице и виноград у Лешку за Манастир Свете Тројице у Мушутишту. Запис је оставио сам владика из 1565. г. у присуству призренског митрополита Методија и владике врањског Софронија, у време игумана Мартирија.
Питање о опстанку Полошко-кумановске епископије и целе ПОА покренуто је у пролеће 2022. године, након измирења између СПЦ и МПЦ. Услед велике сложености тог еклисиолошког проблема, који није могао бити решен одмах, архијереји ПОА нису присуствовали објављивању патријарховог томоса о аутокефалности МПЦ, који је био уручен 5. јуна у Београду. Решавање тих комплексних питања изнова је покренуто у пролеће 2023. године, када је постигнут коначни споразум о интеграцији ПОА са МПЦ, што је подразумевало и фактички престанак постојања ПОА и свих њених епископија.